# Rábakeresztúr
Rábakeresztúr (németül: Heiligenkreuz im Lafnitztal, szlovénül: Sveti Križ) mezőváros Ausztriában, Burgenland tartományban, a Gyanafalvi járásban.

## Fekvése
A Németújvártól 13 km-re délnyugatra, a Szentgotthárd belvárosától 2 km-re északra, Rábafüzestől 1 km-re nyugatra. Ipari parkja határokon átnyúlóan összeépült a Szentgotthárdi Ipari Parkkal. Vasútvonala csak a Szombathely–Szentgotthárd-vasútvonalról kiágazó, az ipari területeket feltáróan van. Az osztrák B7-es főút mellett fekszik, amely része az E66-os tranzit útvonalnak. A település határában fog végződni az S7-es autóút, csatlakozva a magyar M8-as autóúthoz.
Hozzá tartozik még Patafalva (Poppendorf im Burgenland).
A kataszteri közösségek Heiligenkreuz im Lafnitztal és Patafalva.

## Története

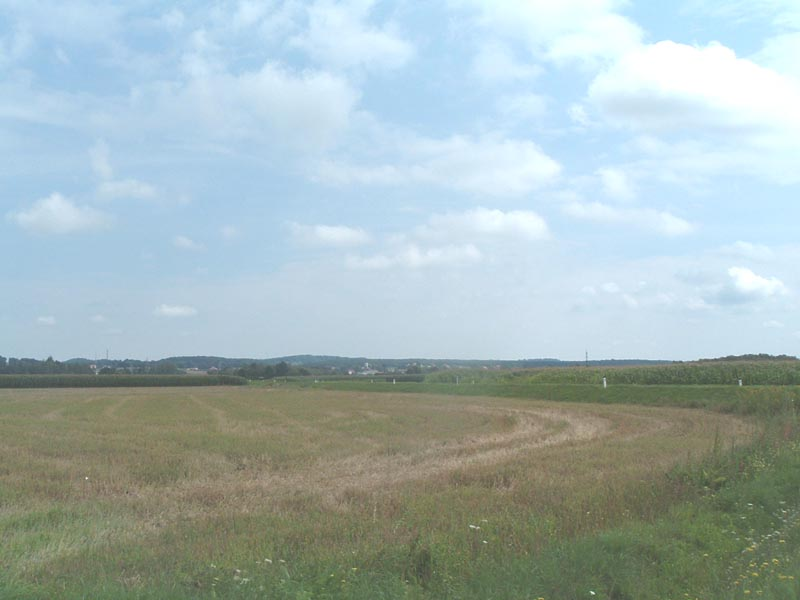
Rábakeresztúri táj

Területe ősidők óta lakott, határában ismeretlen eredetű halomsírok vannak. A római korban itt vezetett át a borostyánút, a Rómát a Balti-tengerrel összekötő kereskedelmi útvonal. A néphagyomány úgy tartja , hogy sok száz évvel ezelőtt az akkor erdővel sűrűn borított területre bajor és sváb telepesek érkeztek. Arra a helyre ahol most a plébániatemplom áll vaskeresztet állítottak és a település erről kapta volna a nevét.
A települést 1427-ben "Kerezthwr" alakban említik először, de közvetett utalás már 1157-ből van rá. A középkorban vámszedőhely volt, a németújvári uradalomhoz tartozott. 1428-ban "Keresthwr" alakban szerepel abban az oklevélben, melyben Luxemburgi Zsigmond király Cseh Pétert erősítette meg a németújvári uradalom birtokában. 1459-ben Hunyadi Mátyás az uradalommal együtt hívének Újlaky Miklós erdélyi vajdának adta, majd 1524-ben az Újlakyak kihalásával II. Lajos király Batthyány Ferencnek adományozta.
1549-ben 57, 1568-ban 72, 1576-ban 35, 1588-ban 51, 1599-ben 51, 1634-ben 66 portát számláltak a településen. 1605-ben Bocskai hajdúi égették fel, 1622-ben Bethlen Gábor hadai pusztították el. 1643-ban 74 házában 482 lakosa élt. 1664-ben temetőjében hantolták el a szentgotthárdi csata török halottait. 1662-ben a Batthyányak közötti birtokmegosztás során a hercegi ág birtoka lett. 1691-ben 95 háza volt 500 lakossal. A 18. század elején súlyos pestisjárvány pusztított, melynek itt is sok halálos áldozata volt. Temploma 1712-ben épült. 1668-ban mát létező plébániájához tartozott Patafalva, Rábafüzes és Jakabháza is. 1720-ban 81, 1744-ben 94 házat számláltak a településen. A 18. század közepén Rábaresztúr már fontos település, Szentgotthárdnak elővárosa. Postaállomás is működött itt, mely a légrégebbi volt a mai dél-burgenlandi térségben. Első ismert postamestere Psorner József volt. Ebben az időben tűnnek fel az első cigány családok is, a Horváthok, a Baranyaiak és a Sárköziek. 1779-ben lakói közül 499 katolikus és 208 luteránus volt. 1787-ben 175 háza volt 791 lakossal. 1796-ban a templom renoválása során egy 16 éves lány lezuhant a toronyból és meghalt. 1824-ben nagy tűzvész pusztított a településen. 1828-ban 144 házat és 970 lakost számláltak itt. 1876-ban 900 katolikus, 296 luteránus és 7 zsidó lakója volt. 1880-ban kegyura a Draskovich család volt.  1917-ben egy tűzvészben a település 16 háza leégett.
Vályi András szerint „KERESZTÚR. Tót Keresztúr. Népes falu Vas Várm. földes Ura több Urak,  lakosai katolikusok, és evangelikusok, fekszik Sz. Gothárdhoz 3 mértföldnyire, határja középszerű, javai külömbfélék, de földgye nagyobb részén sovány.”
Fényes Elek szerint „Rába-Keresztúr, (Heiligenkreuz), német falu, Vas vmegyében, közel a stájer szélekhez, saját postahivatallal és váltással Fürstenfeld stájerországi, és Rába Sz.-Mihály vasmegyei helységek közt. Van 650 kath., 240 evang. lakosa, kath. paroch. temploma, nagy vendégfogadója, termékeny róna határa. Birja h. Batthyáni Filep.”
Vas vármegye monográfiája szerint „Rába-Keresztúr nagy kiterjedésü község, 197 házzal és 1274 r. kath. és ág. ev. vallású, németajkú lakossal. Postája helyben van, távírója Szent-Gotthárd. A mult századbeli anyakönyvek szerint e község már akkor a vidék legnépesebb helye volt, 1100 lakossal. Postája már akkoriban virágzott és ez volt Stájerország felől az első nagy postaállomás. Plébániája és temploma 1688-ban már fennállott. Kegyura Draskovich Dénes gróf. Temetőjében hantoltatta el Montecuccoli a szt.-gotthárdi csatában elesett törökök egy részét. A lakosok aggharczos-egyletet, önsegélyező-egyletet tartanak fenn; tüzoltóegyletük is már nagyon régi. A község határában kunhalom alaku mesterséges halmok vannak, melyek még nincsenek átkutatva.”
1910-ben 2010 lakosából 1832 német, 102 magyar, 17 horvát, 59 egyéb nemzetiségű lakosa volt. A trianoni békeszerződésig Vas vármegye Szentgotthárdi járásához tartozott. A békeszerződések mint németajkú települést Ausztriához csatolták. Az osztrák csendőrség 1921. augusztus 29-én vonult be településre. A következő éjszaka azonban Szentgotthárd irányából magyar szabadcsapatok tűzharcban visszaszorították őket. Rábakeresztúr csak november 28-án került végleg osztrák kézre. A második világháború végén a település ismét hadszíntér lett. Az orosz csapatok 1945. március végén hatoltak be először a területére. A harcok tíz napig tartottak, melyek során Rábakeresztúr hatszor cserélt gazdát. A település 75 százaléka romokban hevert, ezzel Burgenland legjobban elpusztított települése volt. A károk helyreállítása a háború után rögtön megindult, de csak 1969-ben épült fel újra a háborúban lerombolt utolsó ház is. 1969-ben és 1970-ben Rábakeresztúr  a tartomány legvirágosabb településének címét nyerte el. 1971-ben mezővárosi rangot kapott és közigazgatásilag hozzácsatolták Patafalva községet. Fontos határátkelőhelye miatt Kelet-Európa kapujának is nevezték.
Az ipari parkban, a magyar határtól és Szentgotthárdtól néhány száz méterre az osztrák BEGAS AG (Burgenländische Erdgasversorgungs-AG, Burgenlandi Földgázszolgáltató Rt.) hulladékégetőt tervezett építeni, ám 2012 májusában az osztrák közigazgatási bíróság visszavonta az építési engedélyt.
2001-ben 1242 lakosa volt, melyből 1212 német, 22 magyar, 8 egyéb nemzetiségű volt.

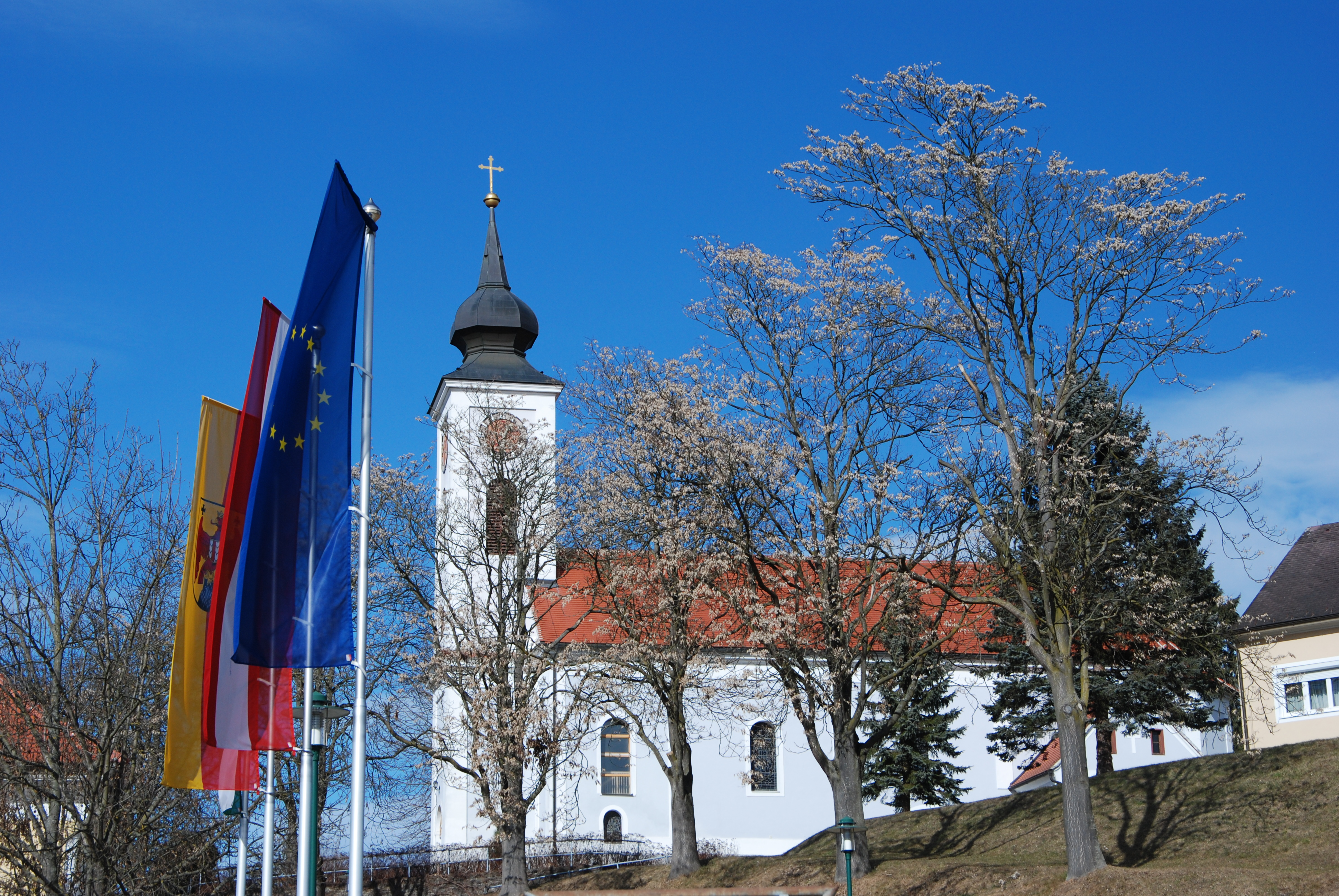
Templom

## Nevezetességei
- A Szent Kereszt Felmagasztalása tiszteletére szentelt római katolikus templomát 1712-ben építették.
- Szent Kereszt kápolna.
- Világháborús emlékmű a  főtéren.

## Külső hivatkozások
- Hivatalos oldal
- A község információs portálja Archiválva 2009. február 10-i dátummal a Wayback Machine-ben
- Magyar katolikus lexikon
- Rábakeresztúr az Osztrák Statisztikai Hivatal honlapján